# Лаутербах, Вольф
Вольф Лаутербах — немецкий клинический психолог, профессор, директор Психологического института при университете им. Гёте (Франкфурт-на-Майне, Германия). Профессиональная область — научные исследования в области патогенетической психотерапии. Опубликовал книгу «Психотерапия в Советском Союзе»